# 硬毛龙胆
硬毛龙胆（学名：Gentiana hirsuta）是龙胆科龙胆属的植物，为中国的特有植物。分布在中国大陆的四川等地，生长于海拔2,900米的地区，一般生长在山坡草地，目前尚未由人工引种栽培。